# Port de Sevilla

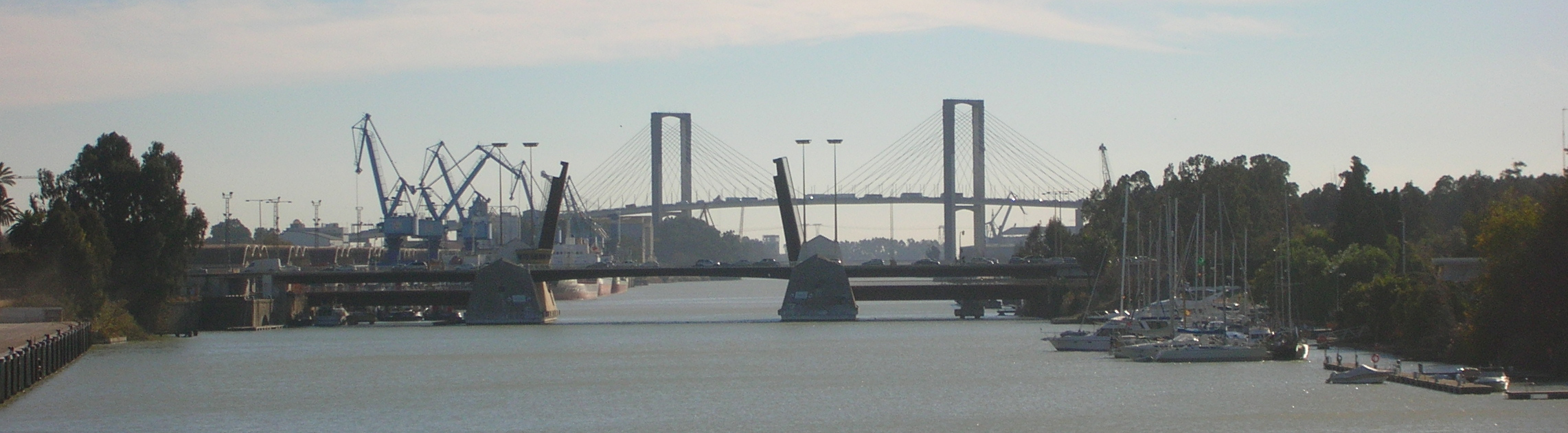
Vista general del Port de Sevilla des del pont de Los Remedios, amb el pont del V Centenari

El port de Sevilla, situat a uns 80 km de l'oceà Atlàntic, és un dels pocs ports fluvials d'Espanya, ja que el riu Guadalquivir és navegable des de la seva desembocadura a Sanlúcar de Barrameda fins a la capital sevillana.

## Història
El moll de la ciutat d'Hispalis ja apareix esmentat en textos grecs i llatins. Aleshores ja era un port important. En tota la baixa Edat Mitjana va servar el seu paper, però és en el segle xvi, a partir del descobriment d'Amèrica i l'establiment a Sevilla de la Casa de la Contractació, que centralitzava tot el trànsit marítim amb Amèrica, quan el port viu el seu millor moment.
En aquest temps el port es trobava emplaçat a l'Arenal, una esplanada que s'estenia entre les murades i la riba esquerra del Guadalquivir, entre la Porta de Triana i la Torre de l'Or. Allà hi va haver unes petites drassanes que feien vaixells no més grossos de 300 tones.
En el segle xvii les coses empitjoraren quan els galeons, de cada cop més pesants, ja no pogueren navegar pel Guadalquivir. Aleshores l'esquadra de guerra que protegia el comboi comercia passà a aturar-se a Cadis, mentre tan sols els vaixells petits i de poc calat seguien cap a Sevilla. El 1680 es traslladaren els despatxos de manera definitiva a Cadis.

## L'actualitat
El trànsit en el Port de Sevilla és a prop dels quatre milions de tones anuals. Destaca de forma especial el trànsit relacionat amb el sector agrícola (olis, cereals, adobs, etc.). També té un volum considerable el trànsit de ferralla i de productes siderúrgics. Les línies regulars amb les Canàries tenen importància i fan de Sevilla una baula essencial en el comerç entre les Canàries i la Península.

Plànol del Port de Sevilla.

L'any 2008 l'Autoritat Portuària publicà un pla de desenvolupament de les infraestructures i serveis del port que pretenia crear un nou accés marítim, que permetés l'accés de naus de fins a 8,5 metres de calat i 40 m de mànega, amb una enclusa i un dragat del riu. La nova enclusa va ser inaugurada el novembre de 2010.
El dragat va trobar l'oposició d'organitzacions ecologistes degut al seu impacte damunt el Parc de Doñana. El Ministeri de Medi Ambient va decidir constituir una Comissió Científica que estudià les afectacions del dragat i en les seves conclusions s'oposà a l'execució de l'obra.
El juny de l2013 l'ajuntament de la ciutat i el Ministeri d'Hisenda acordaren crear al port una zona franca. La publicació en el Bolletí Oficial de l'Estat d'aquesta nova zona franca va ser el 31 d'agost de 2013.
El port compta amb una zona per petits creuers marítims, el Muelle de las Delicias. L'octubre del 2013 s'acordà construir en aquest moll un aquari de petites dimensions. Hi ha també un Museu d'història del port, centrat en gran manera en la contemporaneïtat.